# Бурсье-Мужено, Селест
Селест Бурсье-Мужено (Céleste Boursier-Mougenot , 1961, Ницца, Франция) — современный французский художник. Живёт и работает в Сете, Франция.

## Творчество
Работы Бурсье-Мужено объединяют музыкальную и визуальную сферы, содержат неожиданные источники музыкального звучания. В них создаются ситуаций или содержатся устройства, при помощи которых музыкальные события выражаются визуально или визуальная информация — акустически.
Композитор по образованию, Бурсье-Мужено не столько создает музыку, сколько набор правил для создания звучания. Художник экспериментирует с акустическим потенциалом обычных объектов, сред и действий.
В «Videodrones» (2001) Бурсье-Мужено обратился к нетрадиционному использованию видео. Работа позволяет зрителям наблюдать за будничными деталями знакомой среды: на пяти экранах в выставочном пространстве в реальном времени проецируются виды улиц, бульваров и тротуара. Действия (движение пешеходов и транспорта) вызывают каскад звуков, описывая события как музыку.

### From Here to Ear
В «From Here to Ear» (1999), художник использовал стаю зебровых амадин и струны фортепиано для построения акустической структуры, форма которой определялась поведением птиц. Принимая во внимание практику Кейджа, метод Бурсье-Мужено лежит прежде всего в транслитерации природной структуры, выявление на слух определенных реалий, которые не видимы для глаза.
Суть проекта — музыкант помещает электрогитару в вольер с зебровыми амадинами и записывает звуки, которые производят птицы, когда садятся на электрогитару и ходят по струнам (в одном из роликов заметно, как птица задевала струну веткой, которую держала в клюве). «Концерт» с амадинами, в котором было задействовано порядка 40 птиц, показывался в одном из выставочных залов Лондона (en:Barbican Centre), а до этого — в Galerie Xippas (Париж) и Lentos Kunstmuseum (Линц, Австрия). Попытка сделать аналогичное выступление птиц на ударных инструментах была менее успешной. Работа вызвала значительный интерес средств массовой информации, в том числе и в России.

## Персональные выставки
| - 2010 Barbican artgallery, The Curve, Лондон - 2010 No vinyl any more, la Maison Rouge, Antoine de Galbert Foundation, Париж - 2009—2010 videodrones (version 6), Musée Chagall, Ницца - 2009 World Financial Center, for the New-York Electronic Festival, Нью-йорк - 2009 duplex, Cour Louis XIV, Musée Carnavalet, for the Nuit Blanche event, Париж - 2009 Variation, Pinacoteca, Сан-Паулу - 2009 index, virus, solidvideo, détail, Paula Cooper gallery, Нью-Йорк - 2008-09 index, Théâtre de Gennevilliers, Centre Dramatique National, Женвилье - 2008 from here to ear, recycle, zombiedrones, Galerie Xippas, Париж - 2006 harmonichaos & flamByframe, Paula Cooper gallery, Нью-Йорк - 2006 états seconds, Le Collège/ F.R.A.C Champagne-Ardenne, Реймс - 2004 untitled (series IV), Le Maillon, Théâtre de Strasbourg, Страсбург | - 2003 untitled (Series III), «Cerca Series — Céleste Boursier-Mougenot» Музей современного искусства, Сан-Диего - 2002 videodrones & harmonichaos, Le Grand Café, Сен-Назер - 2001 untitled (series III), Rice University Art Gallery, Хьюстон - 2001 videodrones, Synagogue of Delme, Дельм - 2001 untitled (series III), Trinitaires church, F.R.A.C Lorraine, Мец - 2001 untitled (series III), Herzliya Museum of Art, Герцлия - 2001 videodrones, Paula Cooper Gallery, Нью-Йорк - 2000 from here to ear & untitled (Series III), Contemporary Art Center, Цинциннати - 2000 harmonichaos, Genêteil chapel, Гонтье Кастель - 1999 untitled (series II), Paula Cooper Gallery, Нью-Йорк - 1997 untitled (series I), capcMusée de Bordeaux, Бордо - 1996 cadre & cut-up, Galerie chez Valentin, Париж |